# Championnat du Congo de football 2007
Navigation
Saison 2003 Saison suivante
La saison 2007 du Championnat du Congo de football est la quarante-deuxième édition de la première division congolaise, la MTN Ligue 1. Après une phase régionale qualificative, les seize meilleures équipes disputent le championnat national, joué en deux phases :
- une phase de poules (deux poules de huit équipes) dont les deux premiers accèdent à la phase finale
- une phase finale à élimination directe (demi-finales et finale) qui détermine le vainqueur du championnat

C’est le club des Diables noirs de Brazzaville qui remporte la compétition cette saison, après avoir battu l'AS Ponténégrine en finale nationale. C’est le sixième titre de champion du Congo de l’histoire du club.

## Qualifications continentales
Le champion du Congo se qualifie pour la Ligue des champions de la CAF 2008 tandis que le vainqueur de la Coupe du Congo obtient son billet pour la Coupe de la confédération 2008. Si un club réussit le doublé Coupe-championnat, c’est le finaliste de la Coupe qui participe à la Coupe de la confédération.

## Les clubs participants
- Département de Brazzaville :
  - Patronage Sainte-Anne
  - Étoile du Congo
  - AS Police Brazzaville
  - Saint-Michel de Ouenzé
  - Diables noirs de Brazzaville
  - Club 57
  - Ajax de Ouenzé
- Département de Niari : Inter Club Dolisie
- Département de Cuvette : ASDP d'Oyo
- Département de Pointe-Noire :
  - CS La Mancha
  - AS Cheminots
  - Pigeon Vert
  - JS Bougainvillée
  - AS Ponténégrine
  - Vita Club Mokanda
- Département de la Bouenza : Inter Club Nkayi

## Compétition

### Phase de poules
Le barème utilisé pour établir le classement est le suivant :
- Victoire : 3 points
- Match nul : 1 point
- Défaite, forfait ou abandon : 0 point

| Rang | Équipe                       | Pts | J | G | N | P | Bp | Bc | Diff |
| ---- | ---------------------------- | --- | - | - | - | - | -- | -- | ---- |
| 1    | AS Ponténégrine              | 12  | 6 | 3 | 3 | 0 | 10 | 1  | +9   |
| 2    | AS Police Brazzaville        | 10  | 6 | 2 | 4 | 0 | 7  | 2  | +5   |
| 3    | Club 57                      | 9   | 6 | 2 | 3 | 1 | 11 | 4  | +7   |
| 4    | Patronage Sainte-Anne        | 9   | 6 | 2 | 3 | 1 | 5  | 4  | +1   |
| 5    | Pigeon Vert                  | 6   | 6 | 1 | 3 | 2 | 9  | 8  | +1   |
| 6    | Vita Club Mokanda            | 6   | 6 | 1 | 3 | 2 | 3  | 9  | -6   |
| 7    | Inter Club Dolisie           | 1   | 6 | 0 | 1 | 5 | 2  | 19 | -17  |
| 8    | Inter Club Nkayi disqualifié |     |   |   |   |   |    |    |      |

| Rang | Équipe                       | Pts | J | G | N | P | Bp | Bc | Diff |
| ---- | ---------------------------- | --- | - | - | - | - | -- | -- | ---- |
| 1    | Diables noirs de Brazzaville | 16  | 6 | 5 | 1 | 0 | 11 | 1  | +10  |
| 2    | Saint-Michel de Ouenzé       | 13  | 6 | 4 | 1 | 1 | 8  | 2  | +6   |
| 3    | Ajax de Ouenzé               | 9   | 6 | 2 | 3 | 1 | 7  | 4  | +3   |
| 4    | Étoile du CongoT             | 9   | 6 | 2 | 3 | 1 | 8  | 7  | +1   |
| 5    | JS Bougainvillée             | 6   | 6 | 2 | 0 | 4 | 4  | 6  | -2   |
| 6    | AS Cheminots                 | 5   | 6 | 1 | 2 | 3 | 10 | 7  | +3   |
| 7    | ASDP d'Oyo                   | 0   | 6 | 0 | 0 | 6 | 3  | 24 | -21  |
| 8    | CS La Mancha disqualifié     |     |   |   |   |   |    |    |      |

### Phase finale

#### Demi-finales
| Équipe 1                     | Résultat      | Équipe 2               |
| ---------------------------- | ------------- | ---------------------- |
| AS Ponténégrine              | 0 - 0 3-1 tab | Saint-Michel de Ouenzé |
| Diables noirs de Brazzaville | 2 - 1         | AS Police Brazzaville  |

#### Finale
| 22 novembre 2007 | Diables noirs de Brazzaville | 2 - 0 | AS Ponténégrine | Stade municipal, Pointe-Noire |
|                  | Mayembi 78e · Beaullia 87e   |       |                 |                               |

## Bilan de la saison
| Championnat du Congo de football 2007 |                                         |
| Champion                              | Diables noirs de Brazzaville (6e titre) |
| Coupes et trophées                    |                                         |
| Vainqueur de la Coupe du Congo 2007   | JS Talangaï                             |
| Qualifications continentales          |                                         |
| Ligue des champions de la CAF 2008    | Diables noirs de Brazzaville            |
| Coupe de la confédération 2008        | JS Tamlangaï                            |
| Promotions et relégations             |                                         |
| Promus en MTN Ligue 1                 | Aucun                                   |
| Relégués en MTN Ligue 2               | Aucun                                   |